# Sierra Blanca (New Mexico)
Der Sierra Blanca ist eine Bergkette in den Sacramento Mountains im  US-Bundesstaat New Mexico. Die höchste Erhebung bildet der Sierra Blanca Peak mit einer Höhe von 3.652 m.

## Lage
Der Höhenzug liegt in der südlichen Hälfte New Mexicos, in Ost-West-Richtung liegt er etwa mittig zwischen den Staatsgrenzen. Teile des Gebirgszuges gehören zum Lincoln National Forest und zu einem Indianerreservat der Mescalero.
Der Sierra Blanca Peak liegt etwa 15 km westnordwestlich von Ruidoso und knapp 50 km nordnordöstlich von Alamogordo.